# نیکی ادین
نیکی ادین (انگلیسی: Nicky Eaden؛ زادهٔ ۱۲ دسامبر ۱۹۷۲) بازیکن فوتبال اهل بریتانیا است.
از باشگاه‌هایی که در آن بازی کرده‌است می‌توان به باشگاه فوتبال ناتینگهام فارست، باشگاه فوتبال بارنزلی، باشگاه فوتبال لینکولن سیتی، باشگاه فوتبال ویگان اتلتیک، باشگاه فوتبال بیرمنگام سیتی، باشگاه فوتبال کترینگ تاون، و باشگاه فوتبال سولیهال مورس اشاره کرد.